# Indie rock
Az indie rock egy gyűjtőfogalom, ami széles körben magába foglalja a rockhoz közeli művészeket és stílusokat, amelyek egy bizonyos fokig megőrzik az underground kultúra értékeit. Az indie szó az angol independent (független) szóból származik: eredetileg olyan tágabb értelemben vett rockzenét jelent, amelyet független lemezkiadók forgalmaztak.
Ahogy a fogalmat széles körben használják, indie rock akkor különült el igazán a klasszikus értelemben vett alternatív rocktól, amikor a Nirvana befutott, megváltoztatva az alternatívot egy új fajta kőkemény hangzású rockká. Az indie rock egyfajta reakció lett a jelenségre; nem az összes alfaja az alternatív rocknak keresztezte a Nirvana útját, és sok nem is akarta.
Időközben az indie rock (gyakran csak indie-nek nevezik) egy sokoldalú alműfaja lett az alternatív rocknak. Nevét a nagy kiadóktól kapta, de egyben utal a művészi önállóságra való törekvésre is.
Az indie rock kísérletezhet új hangzásokkal, érzelmekkel és a dalszövegek tárgyának meghatározásával, ami nem a nagyközönség kifejezett ízlését követi. A profit csak másodlagos az együttesek személyes ízlésével szemben. Indie együttes klasszikus felállása: ének, gitár, basszus, dob. Az együttesek túlnyomó része gitárcentrikus.

## Története

### 1980-as évek
Angliában a 80-as évek korai szakaszában kezdődött meg az indie zene kialakulása. Kezdetben a népszerű zenekarok, gitáron alapuló alternatív rockkal emelkedtek ki. Néhány jelentős indie együttes a 80-as évekből melyek befolyásolták a 90-es évek rock történelmet: The Smiths, The Stone Roses, The Jesus and Mary Chain, a stílusok közül a shoegazing és a Britpop volt meghatározó.
Az Egyesült Államokban, amit indie-nek neveznek az a 70-es 80-as évek által befolyásolt alternatív rock. Ekkor még főképp a nyers torzított hangzást jelentette. Hüsker Dü, The Pixies, Dinosaur Jr, Sonic Youth, Big Black elkülönültek az egyetemi rock zenekaroktól; mint például a R.E.M. vagy a 10,000 Maniacs, akik a század végére átpártoltak a nagy lemezkiadókhoz.

### 1990-es évek
Az 1990-es évek első felében, az alternatív rockot az úgynevezett grunge együttesek határozták meg, úgymint: Nirvana, Alice in Chains, Soundgarden and Pearl Jam. Betörtek a kereskedelmi adók toplistáinak élére, ezzel széles körű népszerűségre tett szert. Ekkor különölt el az indie az alternatív rocktól. Az egyik meghatározó megmozdulása az 1990-es évekbeli indie rocknak a lo-fi mozgalom volt. Jelentős képviselői: Elliott Smith, Guided by Voices, Pavement, Sebadoh, Modest Mouse, Grifters, Liz Phair, The Elephant 6 Recording Co., Neutral Milk Hotel és mások akiknél jellemző az ironikus tárgyilagosság és érdektelenség a kapcsolatra a nagy alternatív rock sémához.

### 1990-es évek főbb indie rock műfajai
- Lo-fi
- Noise rock
- Noise pop (Enon, Les Savy Fav, Blonde Redhead, The Notwist)
- Shoegazing/Dream pop (My Bloody Valentine, Ride, Slowdive)
- Riot Grrrl (Bikini Kill, Bratmobile)
- Post-rock (Slint, Mogwai, Tortoise, Shipping News)
- Math rock (Chavez, Don Caballero, June of 44, Hero of a Hundred Fights)
- Post-hardcore (Fugazi, At The Drive-In, Girls Against Boys, Jawbox, Drive Like Jehu)
- Twee pop (cub, The Apples in Stereo, Dressy Bessy, Tullycraft)
- Indie pop (Belle & Sebastian, Death Cab for Cutie, The Helio Sequence)
- Alt-country (Will Oldham/Bonnie "Prince" Billy, Uncle Tupelo, Bottle Rockets)

### Modern indie kialakulása
Az indie zenekarok sok rajongót szereztek, főleg az egyetemisták körében. Sok zenekar indította be karrierjét nyílt, díjmentes koncertekkel. Úgy mint: The Dykeenies, Silversun Pickups, Tokyo Police Club, People in Planes és Maxïmo Park

### Főbb indie rock műfajok 2000 után
- Post-punk revival: Interpol, Kaiser Chiefs, The Libertines, Placebo, The Thermals, Arctic Monkeys, The View, Maxïmo Park, Franz Ferdinand, Editors, The Cribs, The Killers, Bloc Party, The Futureheads, Boy Kill Boy, Dirty Pretty Things, The Wombats, TV on the Radio, The Fratellis, We Are Scientists, The Kooks, White Lies, Mando Diao
- Garage rock revival: The Strokes, Stereophonics, The White Stripes, The Vox Jaguars, The Pigeon Detectives, The Vines, Black Rebel Motorcycle Club, The Subways, The Libertines, The Hives, Ikara Colt, Motel Motel, Mclusky, Yeah Yeah Yeahs, Mooney Suzuki, The Horrors, The Raveonettes, The Von Bondies, The Black Keys, Dirty Little Rabbits, The Raconteurs, Johnossi, Modest Mouse, Little Joy, The Trousers
- Dance-punk: DFA Records, Metric, Cut Copy, The Rapture, The Bravery, Klaxons, The Presets, MSTRKRFT, You Say Party! We Say Die!, Shitdisco, LCD Soundsystem, Death From Above 1979, New Young Pony Club, Q and Not U, Foals, Does It Offend You, Yeah, VHS or Beta, The Faint, Digitalism
- Indie folk: Elliott Smith, José González, The Dodos, Angus & Julia Stone, Iron and Wine, Fleet Foxes, Motel Motel, Mount Eerie, Beirut, Bright Eyes, Vetiver, Feist, Bon Iver, Damien Rice, A Hawk And A Hacksaw, Okkervil River, Devendra Banhart, Kings of Convenience, DeVotchKa, Lightspeed Champion, The Avett Brothers

Néhány kevésbé definiálható műfaj:
- Baroque pop: Arcade Fire, Danielson Famile, Sufjan Stevens, The Decemberists, Loney, Dear, John Vanderslice, Broken Social Scene, Stars, Cloud Cult, Vampire Weekend, Menomena, Ra Ra Riot
- New prog: Mew, Porcupine Tree, a.P.A.t.T., Muse, The Mars Volta, Coheed and Cambria, The Secret Machines, Battles, People in Planes, Doves, Mesh-29, Mystery Jets, Oceansize, Pure Reason Revolution
- Post-rock: Explosions in the Sky, Pelican, Sigur Rós, Mogwai, Godspeed You! Black Emperor, Slint, Tortoise, Mono, 65daysofstatic, Hope of the States, iLiKETRAiNS, God Is an Astronaut, Red Sparowes
- Indietronica: Hot Chip, Junior Boys, Dntel, The Postal Service, Mobius Band, Matthew Dear, First Aid Kit, The Notwist, Shiny Toy Guns

## A magyar indie
A magyar indie alapvetően a ’90-es évek második felében feltűnő – még nem színtiszta indie-t játszó – HS7-nel és Amber Smithszel kezdődött. Mellettük feltűntek még olyan, kisebb jelentőséggel bíró együttesek, mint a Stig Roar Husby, Rag Doll és a Puzzle, de ezek a zenekarok nem tudtak gyökeret ereszteni a hazai indie színtéren. Vagy azért, mert nem találták meg a közönségüket, vagy például azért, mert inkább külföldön (elsősorban Nagy-Britannia) próbáltak szerencsét.
Az első indie bulik az ezredforduló táján kezdődtek Loaded indie party néven kb. tízfős társasággal. Ezt követte a No Fidelity, majd a Gumipop (azonos szervezésben). Ma már van Tesco Disco, Kunk és Trash City Club névre hallgató indie összeröffenés is, a korábbiaknál már jóval nagyobb érdeklődéssel kísérve.

## A magyar indie zenekarok
Nem csak az indie események száma, de az azoknak létjogosultságot adó zenekaroké is jelentősen megnőtt az utóbbi években. Az alapokat jelentő HS7, Amber Smith mellett azóta már nevet szerzett magának a The Moog, az EZ Basic és a Supersonic is. Emellett olyan egészen friss, és nem kevésbé ígéretes zenekarok is bontogatják szárnyaikat, mint például a Jacked, a Superego, the Corny vagy a Carbovaris, de említhetnénk a Panic Radiot, a The Pillst vagy éppen a Hangmást, vagy akár a bajai Mosolymezőt is. Szakértők szerint az indie ma már megtalálta az ideális helyét a hazai könnyűzenei élet palettáján, és egyelőre töretlen népszerűségnek örvend a műfaj.
- Amber Smith
- Amoral Plaza
- Bermuda
- Blahalouisiana
- ByeAlex
- Carbovaris
- Carson Coma
- Dawnstar
- Esti Kornél
- EZ Basic
- Fran Palermo
- Hangmás
- Harcsa Veronika
- Heaven Street Seven
- Ivan & The Parazol
- Jacked
- Kolin, The
- Ligeti György
- The Moog
- Poniklo Imre
- The Poster Boy
- The Puzzle
- Sexepil
- Supersonic
- Superego
- Takács Zoltán
- Tereskova
- The Trousers
- Tulipan
- We Are Rockstars
- Hesz Ádám Akusztik

## Az indie ma Magyarországon és a világban
A XXI. században a stílus meglehetősen népszerű Nagy-Britanniában és más Nyugat-Európai országban és az Egyesült Államokban, Magyarországon azonban kevés rajongója van. Ezt mutatják az elmaradó koncertek is: 2008-ban a Hives, 2009-ben a Kaiser Chiefs koncertje maradt el. A Muse és a Kasabian koncerten pedig a közönség száma igen csekély volt.